# Зозуля Віра Василівна
Віра Василівна Зозуля (латис. Vera Zozuļa; нар. 15 січня 1956, Талсі, Латвійська РСР, СРСР) — радянська саночниця, яка виступала в 1970-1980-х роках XX ст. Олімпійська чемпіонка 1980 року.

## Кар'єра
Вигравала повний комплект медалей у жіночих одиночних змаганнях на Чемпіонаті світу з санного спорту: золото в 1978 році, срібло в 1977 році та бронза в 1981 році.
На Чемпіонаті Європи з санного спорту виграла дві медалі в одиночних змаганнях серед жінок: золото в 1976 році та бронзу в 1978 році. Також вигравала загальний залік Кубка світу з санного спорту серед жінок у 1981-2002 роках.
Згодом Зозуля стала тренеркою саночників у Радянському Союзі, Латвії та Польщі. У 2006 році була введена до Зали слави Міжнародної федерації санного спорту.